# Cristóbal Sáenz Cerda
Cristóbal Sáenz Cerda (Traiguén, 31 de agosto de 1889-13 de julio de 1962) fue un médico, agricultor y político chileno, miembro del Partido Radical (PR). Se desempeñó como ministro de Relaciones Exteriores y Comercio durante el gobierno del presidente radical Pedro Aguirre Cerda entre febrero y julio de 1940.

## Familia y estudios
Nació en la comuna chilena de Traiguén el 31 de agosto de 1889, hijo de Bernabé Sáenz García y Dorila Cerda Montt. Realizó sus estudios primarios y secundarios en los Hermanos Maristas de Concepción, continuando los superiores en la carrera de medicina en la Universidad de Chile; recibiendose en el año 1917, con la tesis titulada: Importancia clínica de la dosificación del fermento de Labben en las enfermedades del estómago.
Luego, efectuó cursos de posgrado en Alemania y Francia, gracias a una beca obtenida.
Se casó en Santiago de Chile el 14 de octubre de 1916 con Olga Terpelle Parrochia, con quien tuvo cinco hijas, entre ellas Carmen, quien fuera regidora de Traiguén entre 1964 y 1967.

## Actividad profesional
Ejerció por un corto tiempo la medicina como médico interno en la Casa de Orates y en el Hospital San Juan de Dios, hasta 1925.
Luego se dedicó a la agricultura, con sus recursos; y en sociedad con Juan Widner E., construyó un gran canal de 89 kilómetros de largo que regó la zona de Cautín cerca de Lautaro, entre 1926 y 1932. Asimismo, explotó los fundos "Quinchamávida" en Traiguén, "Santa Julia" en Lautaro; "la hijuela B. de Chufquén" en Traiguén y "Quefquén" en Biobío.

## Actividad política
Militante del Partido Radical (PR), en unas elecciones parlamentarias complementarias, fue elegido como senador por la Octava Agrupación Provincial (correspondiente a las provincias de Biobío y Cautín), para completar el periodo legislativo 1933-1941; en reemplazo de Artemio Gutiérrez Vidal, que falleció en marzo de 1936, incorporándose el 26 de mayo de ese año. Durante su gestión parlamentaria, fue primero, senador reemplazante en la Comisión Permanente de Educación Pública y en la de Higiene y Asistencia Pública; posteriormente, integró dichas Comisiones.  En el Senado defendió y propició todas aquellas leyes de instrucción popular, de higiene y asistencia social. Dio su voto a la aprobación de la «Ley de Amnistía» a favor de los obreros ferroviarios, procesados por huelgas. Por otra parte, en 1938 fue postulado por su partido como precandidato presidencial, pero declinó a favor de Pedro Aguirre Cerda.
El 14 de febrero de 1940, fue nombrado por el ya presidente de la República Aguirre Cerda, para ocupar el Ministerio de Relaciones Exteriores y Comercio, cargo que ejerció hasta el 30 de julio del mismo año. A causa de asumir como ministro de Estado debió renunciar a su escaño senatorial, y en su reemplazo se incorporó, el 22 de abril de 1940, Rudecindo Ortega Masson.
Más tarde, ejerció como consejero de la Caja de Seguro Obligatorio, de la Caja de Habitación Popular, y de la Sociedad Nacional de Agricultura (SNA). También organizó y fue presidente del Congreso de Agricultura, en 1940. Miembro de la Asociación Nacional de Productores de Trigo, de la Sociedad Médica, del Club de La Unión, del Club Hípico de Santiago, del Club de Polo, del Club de Golf, y del Automóvil Club de Chile.
Falleció el 13 de julio de 1962, a los 72 años.